# Adrian Paul
Adrian Paul Hewitt (ur. 29 maja 1959 w Londynie) – brytyjski aktor telewizyjny, filmowy i teatralny, występował jako Duncan MacLeod z telewizyjnego serialu Nieśmiertelny (Highlander, 1992-97).

## Życiorys

### Wczesne lata
Urodził się i wychowywał w Londynie jako najstarszy z trzech synów Włoszki i Brytyjczyka. W wieku dziesięciu lat uczęszczał do szkoły rugby, a gdy miał szesnaście lat, startował w drużynie Wimbledonu. Grał też w półprofesjonalną piłkę nożną dla drużyn Bromley Town i Beckenham Town.
W 1979 jego dziewczyna wysłała zdjęcie na konkurs i wygrał. Rozpoczął karierę w Europie jako model, tancerz i choreograf z małą trupą taneczną.
W 1985 wyjechał do Stanów Zjednoczonych. Podpisał kontrakt z Ford Modeling Agency w Nowym Jorku. Pracował też w restauracjach i barach. Przez siedem lat trenował sztuki walki: kung-fu, cailifoquan i hongjiaquan, taekwondo, boks i opanował techniki władania japońskim mieczem katana. Naturalnie atletyczny, grał także w piłkę nożną, będąc jej wiernym fanem.

### Kariera
Zadebiutował na srebrnym ekranie w operze mydlanej ABC Dynastia Colbych (The Colbys, 1986–1987) jako skazany na wygnanie rosyjski tancerz baletowy Kolja 'Nikołaj' Rostow. W 1987 trafił na scenę off-Broadwayu w Minetta Lane Theatre jako Ralph w spektaklu Blagierzy (Bouncers) u boku Gerrita Grahama i Anthony’ego LaPaglii. Wkrótce zagrał w telewizyjnym dramacie sensacyjnym NBC Ujęcie (Shooter, 1988) z Jeffreyem Nordlingiem i dramacie kryminalnym Donalda P. Bellisaria Ostatni sakrament (Last Rites, 1988) z Tomem Berengerem. Wystąpił w teledyskach: „My Own Way” (1981) grupy Duran Duran, „Days Like This” (1989) Sheeny Easton i „Eyes of a Stranger” (1989) zespołu Queensrÿche.
Zagrał tytułową rolę w telewizyjnym filmie sensacyjnym CBS Sowa (The Owl, 1991). Stał się znany jako Duncan MacLeod z telewizyjnego serialu Nieśmiertelny (Highlander, 1992–1998), którego był również współreżyserem. zagrał także ponownie w filmach Nieśmiertelny IV: Ostatnia rozgrywka (Highlander: Endgame, 2000) i Nieśmiertelny: Źródło (Highlander: The Source, 2007). W kinowej komedii Eliksir miłości (Love Potion No. 9, 1993) wcielił się w postać potentata finansowego i właściciela wielkiej firmy samochodowej walczącego o względy Sandry Bullock. W listopadzie 2000 otrzymał tytuł „Najseksowniejsza gwiazda akcji” przyznany przez magazyn „People”.
Wystąpił w roli agenta FBI, który postanowił zdemaskować działania rządu, mające na celu zintegrowanie wampirów z resztą społeczeństwa w horrorze Nienasyceni (Breed, 2001). Na małym ekranie stworzył postać specjalnego wysłannika, którego zadaniem jest odnaleźć wszystkich groźnych przestępców z galaktyki i odesłać z powrotem za kratki w kanadyjskim serialu sensacyjnym Łowca (Tracker, 2001–2002).
Zagrał potem rolę komandora Burta Hableya, obarczonego odpowiedzialnością za śmierć dwóch członków załogi amerykańskiego okrętu podwodnego w dreszczowcu Widmo z głębin (Phantom Below/Tides of War, 2005).

## Życie prywatne
W latach 1990–1997 był żonaty z Meilani Alisą Figalan, znaną z reklamy Pepsi „Uh-Huh Girl” z Rayem Charlesem. W 2001 związał się z Alexandrą Tonelli, z którą się ożenił w 2009. Mają dwójkę dzieci: córkę Angelisę Valentinę Rose (ur. 8 stycznia 2010) i syna Royce (ur. 16 lipca 2012).

## Filmografia

### Filmy fabularne
- 1986: Bryzg: Architekci obawy (Splatter: Architects of Fear) jako mutant
- 1988: Ostatni sakrament (Last Rites) jako Tony
- 1989: Taniec wojenny (Dance to Win) jako Billy
- 1989: Maska czerwonej śmierci (Masque of the Red Death) jako Prospero
- 1992: Eliksir miłości (Love Potion No. 9) jako Enrico Pazzoli
- 1997: Straceńcza misja (Dead Men Can't Dance) jako Shooter
- 1998: Plan Zuzanny (Susan's Plan) jako Paul Holland
- 1999: Powrót Merlina (Merlin: The Return) jako Lancelot
- 1999: Konwergencja (Convergence) jako Brady Traub
- 2000: Nieśmiertelny IV: Ostatnia rozgrywka (Highlander: Endgame) jako Duncan MacLeod
- 2001: Nienasyceni (The Breed) jako Aaron Gray
- 2001: Eksperyment (The Void) jako prof. Steven Price
- 2002: Wirtualny grom (Storm Watch)(Code Hunter) jako Neville
- 2003: Obcy łowca (Alien Tracker) jako Cole
- 2003: Gra o życie (Nemesis Game) jako Vern
- 2004: Książę Śniegu (Snow Prince) jako książę
- 2004: Moskiewska gorączka (Moscow Heat) jako Andrew
- 2005: W potrzasku (Throttle) jako Gavin Matheson
- 2005: Little Chicago jako Frank
- 2006: Posiedzenie (Séance) jako Spence
- 2007: Nieśmiertelny: Źródło (Highlander: The Source) jako Duncan MacLeod
- 2007: The heavy (The heavy) jako Christian Mason
- 2009: Dziewięć mile na dół (Nine Miles Down) jako Thomas „Jack” Jackman
- 2009: Eyeborgs (Eyeborgs) jako R.J „Gunner” Reynolds
- 2010: War of the worlds: Goliath (War of the worlds: Goliath)

### Filmy TV
- 1988: Strzelec (Shooter) jako Ian
- 1991: Sowa (The Owl) jako The Owl
- 1993: Śmiertelna sesja zdjęciowa (The Cover Girl Murders) jako fotograf Patrice
- 2005: Widmo z głębin (Tides of War) jako komandor Frank Habley
- 2006: Ostatnia kolonia (The Lost Colony) jako Ananias Dare
- 2009: Kapitana Drake’a wyprawa po nieśmiertelność (The Immortal Voyage of Captain Drake) jako sir Francis Drake

### Seriale TV
- 1986-87: Dynastia Colbych (The Colbys) jako Kolja 'Nikołaj' Rostow
- 1988: Piękna i bestia (Beauty and the Beast) jako Dmitri Benko
- 1989-90: Wojna światów (War of the Worlds) jako John Kincaid
- 1991: Cienie mroku (Dark Shadows) jako Jeremiah Collins
- 1992: Przygody Tarzana (Tarzán) jako Jack Traverse
- 1992: Napisała: Morderstwo (Murder, She Wrote) jako Edward Hale
- 1992-98: Nieśmiertelny (Highlander) jako Duncan MacLeod
- 2001: Łowcy skarbów (Relic Hunter) jako Lucas Blackmer
- 2001–2002: Łowca (Tracker) jako Cole/Daggon
- 2003: Czarodziejki (Charmed) jako Jeric